# Stary cmentarz żydowski w Żelechowie
Stary cmentarz żydowski w Żelechowie – kirkut niegdyś używany przez żydowską społeczność Żelechowa. Znajdował się w pobliżu żelechowskiej synagogi w centrum miasta. Nie wiadomo dokładnie kiedy powstał. Został zamknięty dla celów grzebalnych na początku XIX wieku. Został zniszczony podczas II wojny światowej. Obecnie brak po nim śladu.